# Кочегура, Анатолий Тимофеевич
Анатолий Тимофеевич Кочегура (1 сентября 1941, станица Каневская, Краснодарский край, РСФСР, СССР — 6 февраля 2013, станица Каневская, Краснодарский край, Россия) — советский и российский агроном, политический деятель, председатель колхоза имени Ленина Краснодарского края, депутат Государственной Думы ФС РФ первого созыва (1993—1995), председатель наблюдательного совета ЗАО "Холдинговая компания — племенной завод «Привольное».

## Биография
С 1957 по 1960 год работал в колхозе механизатором. Проходил срочную военную службу по призыву, после демобилизации поступил Кубанский сельскохозяйственный институт, который окончил в 1968 году по специальности «агроном». С 1968 по 1971 год работал бригадиром, с 1971 по 1983 председателем колхоза имени Ленина в Краснодарском крае. С 1983 по 1985 года работал в Лабинском райисполкоме Краснодарского края председателем. С 1985 по 1989 год находился в местах лишения свободы, отбывал наказание по обвинениям в хищении в особо крупных размерах. С 1989 года работал в колхозе имени Ленина председателем.
В 1993 году избран депутатом Государственной думы Федерального Собрания Российской Федерации первого созыва от Канаевского одномандатного избирательного округа № 40 Краснодарского края. В Государственной думе был членом комитета по аграрным вопросам, входил во фракцию Аграрной партии России.
В 2011 году работал ЗАО "Холдинговая компания — племенной завод «Привольное» председателем наблюдательного совета. Является основателем Привольненской картинной галереи.

## Награды и звания
- Два Ордена трудового Красного знамени
- Медаль «За выдающийся вклад в развитие Кубани» I степени
- Заслуженный работник сельского хозяйства Кубани[3]